# Regatul secret
A nu se confunda cu Regatul Secret (Epic), film din 2013
Regatul secret (The Secret Kingdom, 1998) este un film fantastic SF de aventură regizat de David Schmoeller, produs de Vlad Păunescu și scris de Benjamin Carr.
Rolurile principale au fost interpretate de actorii Billy O'Sullivan, Andrew Ducote, Samantha Tabak, Andreea Măcelaru și Jamieson Price.

## Prezentare
Sub chiuveta de la bucătărie, trei copii din New Orleans descoperă un ținut în miniatură. Fără să vrea, ei ajung în acest mic regat unde dau peste un adevărat război civil.

## Distribuție
- Billy O'Sullivan - Mark Fremont (ca Billy O)
- Andrew Ducote - Zachary Taylor Fremont
- Samantha Tabak - Callie Fremont (ca Tricia Dickson)
- Gerald S. O'Loughlin - Chartwell
- Jamieson Price - The Regent (ca Jamieson K. Price)
- Andreea Măcelaru Șofron (ca Andreea Măcelaru) - Catherine
- Florin Chiriac - Căpitanul
- Constantin Bărbulescu - Chief Constable
- Bogdan Vodă - Gunner
- Eugen Cristea - Chirurg
- Marius Galea - 1st Engineer
- Mihai Niculescu - 2nd Engineer
- Mona Telega - femeie fără ochi
- Lelia Ciubotaru - femeie fără ochi
- Alina Sârbu - femeie fără ochi

## Producție
Filmul a fost produs de Castel Film Romania și The Kushner-Locke Company și a avut un buget estimat la 800.000 de dolari americani.

## Lansare și primire
Filmul a fost distribuit de Moonbeam Films, o marcă înregistrată a companiei lui Charles Band, Full Moon Features.
A fost lansat direct-pe-video la 17 februarie 1998 în Statele Unite. Pe DVD a fost lansat și ca The Tiny Kingdom.
Pe site-ul Rotten Tomatoes are un rating de aprobare de 40%.
A fost lansat în streaming la 29 aprilie 2017.